# Bai Xue
Bai Xue, född 13 december 1988 i Yi'an, Heilongjiang, är en kinesisk friidrottare som tävlar i långdistanslöpning.
Bai deltog vid asiatiska mästerskapen 2005 där hon vann guld både på 5 000 meter och på 10 000 meter. Året efter slutade hon på fjärde plats på 5 000 meter vid VM för juniorer. 
Som senior deltog hon vid Olympiska sommarspelen 2008 på 10 000 meter där hon slutade på 21:a plats. Vid VM 2009 valde hon att tävla i maraton och hon vann även loppet på tiden 2:25.15.

## Personliga rekord
- 5 000 meter - 15.09,84
- 10 000 meter - 31.28,88
- Maraton - 2:23.27